# Vrijednosti (baština)
Vrijednosti koje su utjelovljene u kulturnoj baštini povezane su u svrhu procjene značaja, kako bi se odredili prioriteti resursa i informiralo o konzervativno-restaurativno donošenju odluka. Priznaje se da se vrijednosti mogu natjecati i mijenjati tijekom vremena, ali također, baština može imati različita značenja za različite dionike.

## Porijeklo
Za razvoj Ruskinova koncepta 'glasovitosti' u sustavnu kategorizaciju različitih vrijednosti spomenika, zaslužan je Alois Riegl. U svom je eseju naziva Der moderne Denkmalkultus (Moderni kult spomenika) iz 1908. godine, opisivao je mnoge vrijednosti poput povijesne, umjetničke, starosne, komemorativne, uporabne te vrijednost novosti. Riegl pokazuje da su neke od ovih vrijednosti u sukobu i tvrdi da mogu biti kulturno uvjetovane.

## Povelje i konvencije
Konvencija UNESCO-a o svjetskoj baštini bavi se kulturnim mjestima izuzetne temeljne i jedinstvene vrijednosti, iz povijesne, estetske, znanstvene, etnološke ili antropološke perspektive, te ona naglašava potrebu za autentičnošću. U Venecijanskoj povelji iz 1964. godine, govori se o vrijednostima i pitanju 'zašto konzervirati?', a u središtu su Burra Povelje iz 1979. godine (zadnja revizija bila je 1999.). Govori se da je kulturni značaj 'utjelovljen' u strukturi, okruženju, upotrebi, asocijacijama i značenjima mjesta, a on uključuje estetske, povijesne, znanstvene, društvene i duhovne vrijednosti za prošle, sadašnje i buduće generacije. U svrhu očuvanja takvih vrijednosti, zagovara se 'oprezan pristup' minimalne intervencije.

## Praksa
Procjena značaja najčešće uključuje preispitivanje rijetkosti, reprezentativnosti i komunikativne snage imovine te njihove vrijednosti. Zatim, njima se upravlja u svrhu održavanja i valorizacije tog značaja. Uključivanje u gospodarsku vrijednost baštine može pomoći u promicanju njezina očuvanja. Razvoj novih tehnologija predstavljanja poput Digital Twin, može imati potencijal pomoći zajednici da uoči vrijednosti i također pomogne zajednici da se uključi u čuvanje i širenje arhitektonske baštine uz povećanu razinu pristupačnosti.